# Springboonmot
De Springboonmot (Cydia deshaisiana) is een vlinder uit de familie van de bladrollers (Tortricidae). De wetenschappelijke naam van de soort is voor het eerst geldig gepubliceerd in 1858 door Lucas.